# ساو جواو دا ماتا
ساو جواو دا ماتا بلدية في ولاية ميناس جيرايس في منطقة جنوب شرق البرازيل.